# كارلوس إسبينولا
كارلوس إسبينولا (بالإسبانية: Carlos Espínola)‏ هو لاعب كرة قدم أرجنتيني في مركز الوسط، ولد في 22 مايو 1995 في بوينس آيرس في الأرجنتين. لعب مع لوس أنديس.

## وصلات خارجية
- كارلوس إسبينولا على موقع قاعدة بيانات كرة القدم.إي يو (الإنجليزية)
- كارلوس إسبينولا على موقع Soccerway.com (الإنجليزية)